# 카녜로스 데 로스모치스
카녜로스 데 로스모치스(스페인어: Cañeros de Los Mochis)는 멕시코 시날로아주 로스모치스를 연고지로 하는 프로 야구팀이다. 멕시코 태평양 리그 소속이며, 에스타디오 에밀요 이바라 알마다 야구장을 홈구장으로 사용하고 있다. 총 1회의 리그 우승과 2회의 챔피언십 우승을 차지하였다.

## 야구단 정보
| 감독   | 29 노에 무노즈 |
| 코치   | 43 엔리크 코우오 · 20 헤수스 아레돈도 · 18 로베르토 카를로스 멘데즈 · 60 길버토 소토마이어 · 36 빅토르 사우세다 · 65 빅토르 퀸테로 · 39 헤수스 모레노46 호날드 아코스타 · 90 호세 루이스 누네즈 · 62 조지 살라자르 · 92 프란치스코 멕시아70 알베르토 리나레스 · 77 호세 발렌틴 버르고스 · -- 자이메 베가 |
| 투수   | 33 토마스 자비어 솔리스 카르스톨 · 37 자비어 아르트로 로페즈 · 19 애덤 다비드 토마스 · 63 찰스 레리 레흐 · 48 이르빙 지메네즈 몬자로 · 94 다니엘 조셉 세라피니 · 38 알레한드로 바라자 플로레스 · 32 안드레스 아빌라 나바로 · 26 프란치스코 로드리게스 무릴로16 헤리버르토 루엘라스 이자 · 51 에드윈 아르만도 살라스 자소 · 91 라파엘 디아즈 아다메 · 25 리카르도 린콘 에스피노자 · 3 에더 이람 리아마스 로드리게스 · 1 후안 라몬 노리에가 파바레즈 |
| 포수   | 5 사울 소토 카스트로 · 10 마리오 이반 산타나 자이메 · 52 세바스티안 발레 벨라즈퀘즈 |
| 내야수 | 24 라몬 오란테스 · 93 제르마이네 커티스 · 13 헤수스 엠마누엘 아빌라 · 82 샌디 마데라 · 42 헤수스 알베르토 아레돈도 자모라 · 47 후안 카를로스 잠보아 아구엘레스 · 12 카를로스 알베르토 오란티아 발데네브로 · 2 호세 구아달루프 차베즈 마르니테즈 |
| 외야수 | 11 루이스 마우리시오 수아레즈 사레로 · 14 얀카를로 안굴로 발타자르 · 17 저스틴 크리스티안 |